# Spezialrad
Als Spezialrad werden im deutschen Sprachraum alle Fahrradtypen bezeichnet, deren Rahmenkonstruktion von der Bauform des Diamantrahmens oder Damenfahrrads mit zwei Laufrädern abweicht. Spezialräder sind weiterhin Fahrräder, deren Bestimmungszweck von der reinen Personenbeförderung abweicht oder die einen anderen als den herkömmlichen Kurbelantrieb mit Pedalen haben. Fahrräder für besondere sportliche Einsatzzwecke, beispielsweise die Saalmaschinen genannten Kunstfahrräder, zählen ebenfalls zu den Spezialrädern.
Diese Unterscheidung zum Standardfahrrad betrifft unter anderem folgende Fahrradtypen
| Fahrradtyp                               | Konstruktionsmerkmal           |
| Liegeräder mit zwei oder mehr Laufrädern | Bauform, teilweise der Antrieb |
| Ruderräder                               | Antrieb und Bauform            |
| Velomobile                               | Bauform                        |
| Dreiräder                                | Bauform, teilweise der Antrieb |
| Fahrradrikschas                          | Bauform, teilweise der Antrieb |
| Lastenfahrräder                          | Bauform                        |
| Falträder                                | Bauform                        |
| Tandems                                  | Bauform                        |
| Handbikes                                | Bauform und Antrieb            |
| Hochräder                                | Bauform                        |
| Pedelecs                                 | Antrieb, teilweise die Bauform |
| Pedersen-Räder                           | Bauform                        |
| Stehräder                                | Bauform                        |
| Tallbikes                                | Bauform                        |

Viele der Kriterien und Fahrradtypen überschneiden sich. So sind die Handbikes üblicherweise als Liegedreiräder ausgeführt, Transporträder sind sowohl als Zwei- und Dreiräder zu erhalten und Velomobile können gleichzeitig Pedelecs sein.